# 青木心
青木 心（あおき こころ、2000年6月9日 - ）は、神奈川県出身のサッカー選手。J2リーグ・徳島ヴォルティス所属。ポジションは、ゴールキーパー（GK）。

## 来歴
U-15からU-19の各年代で代表を経験。
横浜港北SC時代の1学年上に、後に大学・プロの舞台で共に戦うことになる小川真輝がいる。その後、JFAアカデミー福島を経て順天堂大学へ進学。大学同期は山﨑大地、寺山翼、大森真吾、塩浜遼。
2022年10月14日、2023シーズンからのテゲバジャーロ宮崎への加入内定が発表された。
2023年6月7日、第103回天皇杯2回戦・サガン鳥栖戦でスタメンを飾り公式戦デビュー。
10日後の6月17日、J3リーグ第14節・FC今治戦でJリーグデビュー。
2年目となる2024年シーズンは、副キャプテンに就任。キャプテンである眞鍋旭輝の長期離脱に伴い、シーズン途中からはゲームキャプテンも務めている。
2025年8月20日、徳島ヴォルティスへ完全移籍。

## 所属クラブ
- 横浜港北SC
- JFAアカデミー福島
- 順天堂大学
- 2023年 - 2025年8月  テゲバジャーロ宮崎
- 2025年8月 -  徳島ヴォルティス

## 個人成績
| 国内大会個人成績 | 国内大会個人成績 | 国内大会個人成績 | 国内大会個人成績 | 国内大会個人成績 | 国内大会個人成績 | 国内大会個人成績 | 国内大会個人成績 | 国内大会個人成績 | 国内大会個人成績 | 国内大会個人成績 | 国内大会個人成績 |
| 年度             | クラブ           | 背番号           | リーグ           | リーグ戦         | リーグ戦         | リーグ杯         | リーグ杯         | オープン杯       | オープン杯       | 期間通算         | 期間通算         |
| 年度             | クラブ           | 背番号           | リーグ           | 出場             | 得点             | 出場             | 得点             | 出場             | 得点             | 出場             | 得点             |
| 日本             | 日本             | 日本             | 日本             | リーグ戦         | リーグ戦         | リーグ杯         | リーグ杯         | 天皇杯           | 天皇杯           | 期間通算         | 期間通算         |
| ---------------- | ---------------- | ---------------- | ---------------- | ---------------- | ---------------- | ---------------- | ---------------- | ---------------- | ---------------- | ---------------- | ---------------- |
| 2023             | 宮崎             | 55               | J3               | 19               | 0                | -                | -                | 1                | 0                | 20               | 0                |
| 2024             | 宮崎             | 55               | J3               | 34               | 0                | 1                | 0                | 3                | 0                | 38               | 0                |
| 2025             | 宮崎             | 55               | J3               | 7                | 0                | 0                | 0                | -                | -                | 7                | 0                |
| 2025             | 徳島             | 21               | J2               |                  |                  | -                | -                | -                | -                |                  |                  |
| 通算             | 日本             | 日本             | J3               | 60               | 0                | 1                | 0                | 4                | 0                | 65               | 0                |
| 総通算           | 総通算           | 総通算           | 総通算           | 60               | 0                | 1                | 0                | 4                | 0                | 65               | 0                |

- - 公式戦初出場・初スタメン - 第103回天皇杯2回戦 サガン鳥栖戦(駅スタ)
  - Jリーグ初出場・初スタメン - J3リーグ第14節 FC今治戦(ユニスタ)

## 代表歴
- 2015年 U-15日本代表
- 2016年 U-16・U-17日本代表
- 2017年 U-17日本代表
- 2018年 U-19日本代表